# Kazimierz Pieracki

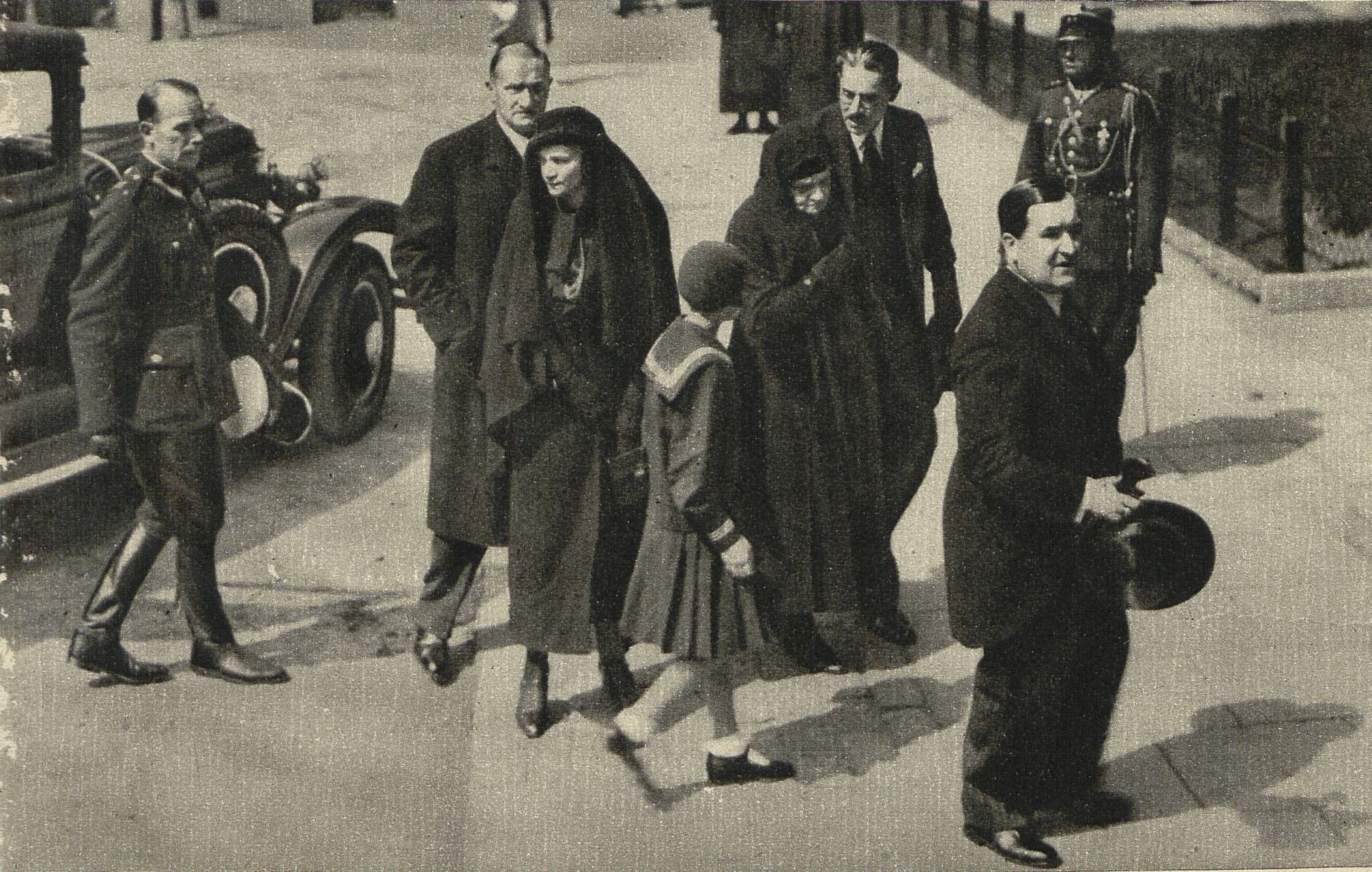
Rodzina Pierackich podczas pogrzebu zamordowanego w czerwcu 1934 Bronisława Pierackiego. Kazimierz stoi trzeci od prawej, w okularach.

Kazimierz Lucjan Pieracki (ur. 11 lutego 1891 w Gorlicach, zm. 21 lutego 1941 w Auschwitz) – polski polityk, pedagog, działacz społeczny, członek Polskiej Organizacji Wojskowej i Związku Walki Czynnej, żołnierz Legionów Polskich, w latach 1931–1934 wiceminister Ministerstwa Wyznań Religijnych i Oświecenia Publicznego, zastępca członka Zarządu Okręgu Stołecznego Związku Legionistów Polskich od 1937 roku.

## Życiorys
Syn Stanisława Jana Pierackiego (1849–1929) – naczelnika straży skarbowej i Eugenii Marii z Budziszewskich. Rodzina Pierackich osiadła w Galicji, uchodząc przed prześladowaniami rosyjskimi tuż po powstaniu listopadowym. Pieraccy często nawiązywali do tradycji niepodległościowych - dziadek Kazimierza brał udział we wspomnianym powstaniu. Rodzina była wielodzietna. Oprócz Kazimierza, na świat przyszli także: Zygmunt (1885–1944), Bronisław (1895–1934) – polityk, legionista, oficer Wojska Polskiego, poseł na Sejm II RP, minister, zamordowany przez członka Organizacji Ukraińskich Nacjonalistów, Tadeusz (zm. 1941), Wanda (1885–1937), Maria i Jadwiga.

### Działalność niepodległościowa
W 1909 ukończył I Gimnazjum Filologiczne w Nowym Sączu. W tym czasie był członkiem tajnej Organizacji Młodzieży Narodowej (w latach 1908–1909 był przewodniczącym tej organizacji). Potem studiował filologię polską na Uniwersytecie Jagiellońskim (lata 1909–1914). W 1910 wszedł w skład komitety obchodów 500. rocznicy bitwy pod Grunwaldem. Od 1909 członek nowosądeckiego oddziału Związku Walki Czynnej (był instruktorem sześcioosobowej drużyny); w 1911 znalazł się w gronie założycieli Związku Strzeleckiego w Nowym Sączu. Od 1912 przywódca (wraz z Marianem Dworzańskim) młodzieżowej organizacji niepodległościowej Jastrzębie. Następnie, po wybuchu I wojny światowej, zaangażował się w ruch legionowy - 6 sierpnia 1914, wyruszył na czele 60-osobowego oddziału grupującego członków nowosądeckiego „Strzelca” do krakowskich Oleandrów, gdzie znajdował się punkt zborny tworzonych właśnie Legionów Polskich. Grupa ta została do nich wcielona. Jako żołnierz 1 Pułku Piechoty w służbie do 1916 (brał udział w wyzwoleniu Kielc, następnie przebywał w Warszawie i w Radomsku, gdzie został dowódcą plutonu 1 kompanii Batalionu Uzupełniającego Legionów), potem zajął się nauczaniem języka polskiego w szkołach średnich w Lublinie. Od 1916 był nauczycielem w kolejnych szkołach: Gimnazjum Realnym Władysława Kunickiego, Szkole Lubelskiej, Gimnazjum Wacławy Arciszowej, Gimnazjum Urszulanek oraz w Jednorocznym Seminarium Nauczycielskim i Trzyletnim Seminarium Nauczycielskim.

### Nauczyciel i wiceminister
W tym czasie (1916) działał także w Polskiej Organizacji Wojskowej w Lublinie. Po odzyskaniu przez Polskę niepodległości pracował dalej w oświacie, w lipcu 1919 otrzymał stanowisko dyrektora w Państwowym Seminarium Nauczycielskim Męskim w Lublinie. Następnie (od 1 lipca 1921) sprawował funkcję dyrektora Państwowego Seminarium Nauczycielskiego Męskiego im. Stanisława Konarskiego w Warszawie. W maju 1924 zapewnił sobie dyplom, umożliwiający mu nauczanie języka polskiego i łaciny w szkołach średnich. Od lipca 1924 pełnił funkcję wizytatora w Wydziale Kształcenia Nauczycieli w Departamencie Szkolnictwa Powszechnego Ministerstwa Wyznań Religijnych i Oświecenia Publicznego. Był także kuratorem Okręgu Szkolnego Lubelskiego (styczeń–listopad 1928), naczelnikiem Wydziału w Departamencie Szkolnictwa Średniego w Ministerstwie Wyznań Religijnych i Oświecenia Publicznego (od grudnia 1928 do stycznia 1931), redaktorem Poradnika w sprawach nauczania i wychowania (pisma wydawanego przez resort). 

Od 9 stycznia 1931 do 2 września 1934 był wiceministrem Wyznań Religijnych i Oświecenia Publicznego (jednocześnie sprawował funkcję dyrektora Departamentu Ogólnego resortu, któremu podlegało szkolnictwo powszechne, średnie i zawodowe). Był zaangażowany merytorycznie w tzw. reformę jędrzejewiczowską (główny twórca nowych programów i zasad organizacji szkolnictwa). Jeden z jego współpracowników pisał o Kazimierzu Pierackim: 

Trzeba stwierdzić, że w gronie urzędników administracji szkolnej i wśród nauczycielstwa nie był ani popularny ani lubiany. Przypisać to należy jego cechom charakteru: zamknięty w sobie, o usposobieniu i trybie życia prawie ascetycznym, uparty i stanowczy, bardzo wymagający a niełatwy w obcowaniu z ludźmi, czasami bezwzględny w tępieniu tego, co uważał ze swego punktu widzenia za złe… Odznaczał się imponującą siłą woli…

W czerwcu 1933 powstało Towarzystwo Popierania Budowy Publicznych Szkół Powszechnych, inicjatorem którego utworzenia był Kazimierz Pieracki. Do stycznia 1937 był jego wiceprezesem, a następnie członkiem honorowym. Pieracki był również organizatorem i prezesem Towarzystwa Oświaty Zawodowej. Po odejściu z resortu, przez krótki czas był dyrektorem Państwowego Wydawnictwa Książek Szkolnych, później został zatrudniony w Wydziale Oświaty i Kultury zarządu miasta Warszawy (jako kierownik sekcji szkół zawodowych).

### Działalność pod okupacją i śmierć
Po rozpoczęciu II wojny światowej i okupacji Polski przez Niemcy, był aktywny w organizowaniu tajnego nauczania. Był szefem konspiracyjnej Komisji Oświecenia Publicznego (KOP), działającej na terenie dawnego województwa kieleckiego, krakowskiego oraz Rzeszowszczyzny). W lipcu 1940 został aresztowany przez Niemców, przewieziony do warszawskiej siedziby Gestapo, gdzie był torturowany. Bezskutecznie próbowano wydobyć od niego informacje na temat polskiego podziemia niepodległościowego. 24 sierpnia 1940 osadzony na Pawiaku. 31 stycznia 1941 wywieziony do obozu koncentracyjnego Auschwitz. Tam został zamordowany 21 lutego 1941. Jego symboliczny grób znajduje się na cmentarzu Powązkowskim w Warszawie (kwatera 148-4-16).

## Rodzina
Jego żoną od 13 listopada 1914 była Janina Smażanka. Z tego małżeństwa miał dwie córki:
- Annę – z zawodu inżyniera ogrodnika, żonę Grzegorza Szczygielskiego,
- Barbarę (1924–1977) - historyka, pracownicę Biblioteki Polskiej Akademii Nauk w Krakowie, żonę Jana Kmiecika[4].

## Ordery i odznaczenia
- Krzyż Komandorski z Gwiazdą Orderu Odrodzenia Polski[7]
- Krzyż Niepodległości (12 marca 1931)[8]
- Medal Dziesięciolecia Odzyskanej Niepodległości[7]
- Brązowy Medal za Długoletnią Służbę[7]
- Odznaka Honorowa Ligi Obrony Powietrznej i Przeciwgazowej (7 lutego 1934)[9]